# Delta di Kronecker
In matematica per delta di Kronecker si intende una funzione di due variabili discrete, in particolare di due variabili sugli interi o sui naturali, che vale 1 se i loro valori coincidono, mentre vale 0 in caso contrario. La distribuzione delta di Dirac può essere considerata la sua estensione al caso continuo.
Con il suo nome si ricorda il matematico tedesco Leopold Kronecker (1823-1891).

## Definizione
Il delta di Kronecker è abitualmente definito come il tensore {\displaystyle \delta _{ij}} di componenti:
{\displaystyle \delta _{ij}:={\begin{cases}1,&{\text{se }}i=j,\\0,&{\text{se }}i\neq j.\end{cases}}}

## Applicazioni
Il simbolo di Kronecker si incontra in numerose formule concernenti successioni, matrici o altri complessi di numeri espressi mediante indici. Ad esempio la matrice identità di dimensione {\displaystyle n} si può definire come la matrice:
{\displaystyle {\bar {\bar {1}}}=(\delta _{ij})_{i,j=1,\ldots ,n},}
che sta al posto di:
{\displaystyle {\bar {\bar {1}}}={\begin{bmatrix}1&0&\cdots &0\\0&1&\cdots &0\\\vdots &\vdots &\ddots &\vdots \\0&0&\cdots &1\end{bmatrix}}.}
Esso può anche essere usato per esprimere la relazione di ortonormalità di una base ortonormale di vettori {\displaystyle \{e_{i}\}_{i=1,\ldots ,n}}:
{\displaystyle \langle e_{i}|e_{j}\rangle =\delta _{ij},}
dove {\displaystyle \langle \cdot |\cdot \rangle } indica un prodotto scalare (o hermitiano).

## Generalizzazioni
Può essere utile introdurre generalizzazioni del delta di Kronecker quando si trattano strutture algebriche dotate di zero e unità, ad esempio quando si considera il semianello dei linguaggi nel quale il linguaggio vuoto funge da zero e l'insieme di tutte le stringhe su un dato alfabeto {\displaystyle A} funge da unità. Per applicazioni come le descrizioni di certi automi può essere conveniente servirsi di una delta di Kronecker sui linguaggi {\displaystyle L} e {\displaystyle M} definita come: 
{\displaystyle \delta _{LM}:=\left\{{\begin{matrix}A^{*}&{\mbox{se }}L=M\\\varnothing &{\mbox{se }}L\neq M\end{matrix}}\right.}.